# Zezinho Barros
Zezinho Barros é um cantor brasileiro.
Com 18 anos, saiu de Exu Pernambuco e foi para São Paulo com o objetivo de exercer a carreira artística. Gravou seu primeiro álbum no ano de 1985, um compacto simples em estilo romântico. No ano de 1989, lançou seu segundo disco, onde se destacava a canção "Sorriso Lindo". Sua carreira foi então impulsionada pelos radialistas Paulo Barbosa e Zé Lagoa.
No ano de 1997, Zezinho recebeu disco de ouro no programa do Ratinho na TV Record Foi contratado pela gravadora Ouro Record's, que lançou em 2002, o seu CD "Na onda do brega", com destaque para a música "Fogo cruzado", composta por Paulo Sette e Adilson Adriano. No ano de 2003, participou do CD "Super Coletânea Brega", apresentando as músicas "Fogo cruzado"; "Musa inspiração", de sua autoria e Francisco Meirelles e "Cicatriz", de sua autoria .